# Emperador He del Qi del Sud
Emperador He del Qi del Sud ((南)齊和帝) (488–502), nom personal Xiao Baorong (蕭寶融), nom de cortesia Zhizhao (智昭), Zhongxing (中興 zhōng xīng) (Nom de l'era) 501-502 va ser l'últim emperador de la dinastia xinesa del Qi del Sud. Va ser ascendit al tron pels generals Xiao Yingzhou (蕭穎冑) i Xiao Yan en 501. El seu pare fou l'emperador Ming del Qi del Sud, i la seva esposa l'emperadriu Wang Shunhua.
| Precedit per: Xiao Baojuan (Marquès de Donghun) | Emperador del Qi del Sud 501–502       |                                    |
| Precedit per: Xiao Baojuan (Marquès de Donghun) | Emperador de la Xina (del Sud) 501–502 | Succeït per: Emperador Wu de Liang |